# Stora Luossajaure
Stora Luossajaure är en sjö i Arjeplogs kommun i Lappland och ingår i Skellefteälvens huvudavrinningsområde. Sjön har en area på 0,61 kvadratkilometer och ligger 454 meter över havet.

## Delavrinningsområde
Stora Luossajaure ingår i det delavrinningsområde (729398-159193) som SMHI kallar för Mynnar i Rutsabäcken. Medelhöjden är 478 meter över havet och ytan är 11,98 kvadratkilometer. Det finns inga avrinningsområden uppströms utan avrinningsområdet är högsta punkten. Vattendraget som avvattnar avrinningsområdet har biflödesordning 3, vilket innebär att vattnet flödar genom totalt 3 vattendrag innan det når havet efter 266 kilometer. Avrinningsområdet består mestadels av skog (59 procent) och sankmarker (26 procent). Avrinningsområdet har 0,84 kvadratkilometer vattenytor vilket ger det en sjöprocent på 7 procent.